# غريغ كانفيلد
غريغ كانفيلد هو سياسي أمريكي، ولد في 12 يوليو 1960. نشط حزبياً في الحزب الجمهوري. وقد انتخب عضو مجلس نواب ألاباما ‏.